# The Kandidate
The Kandidate ist eine dänische Thrash-Metal-Band aus Kopenhagen und Aarhus, die im Jahr 2005 unter dem Namen The Downward Candidate gegründet wurde.

## Geschichte
Nachdem sich die Band Withering Surface im Jahr 2004 aufgelöst hatte, gründeten die Ex-Mitglieder, der Gitarrist Allen Tvedebrink und der Bassist Kaspar Boye Larsen, zusammen mit dem Schlagzeuger Dennis Buhl und dem Sänger Kim Orneborg die Band The Downward Candidate im Januar 2005. Im selben Jahr folgte ein erstes Demo, das unter der Leitung von Lars Mayland (Konkhra, Furious Trauma) aufgenommen worden war, ehe im Jahr 2006 eine EP folgte. Zudem folgten die ersten Auftritte, unter anderem zusammen mit Volbeat. Zudem erreichte die Gruppe bei den Danish Metal Awards die Nominierungen als „Best New Talent“ und „Best Live Act“, wobei Kim Jarlhelt mittlerweile als Sänger in der Band war. Im Jahr 2008 begannen die Arbeiten zum Debütalbum. Währenddessen verließ Jarlhelt die Band wieder, woraufhin die Gruppe ohne ihn die Aufnahmen im Smart'n'Hard-Studio von Jacob Bredahl (Ex-Hatesphere) begann. Durch das Material begeistert sang Bredahl selbst die Gesangsspuren ein. Nach den Aufnahmen verließ Schlagzeuger Buhl die Band und trennte sich auch gleichzeitig von Hatesphere, wo er seit 2007 auch tätig war.
Nachdem sich die Gruppe in The Kandidate umbenannt hatte, begab sich die Band auf Suche nach einem Label, das sie mit Napalm Records fand. Hierüber erschien Ende Januar 2010 das Debütalbum Until We Are Outnumbered. Als Live-Schlagzeuger kam daraufhin Nils Peter „NP“ Nielsen zur Band, ehe dieser permanentes Bandmitglied wurde. Der Veröffentlichung folgten Auftritte zusammen mit Entombed, Trap Them, Volbeat und Rotten Sound. Zudem war als neuer Gitarrist Allan Tvedebrink mittlerweile in der Band. Im Sommer 2010 spielte die Band auf dem Roskilde-Festival. Im Jahr 2011 begab sich die Gruppe in das Tonstudio Dead Rat von Sänger Bredahl. Der Gesang wurde unter der Leitung von Tue Madsen aufgenommen. Das Album wurde im Jahr 2012 unter dem Namen Facing the Imminent Prospect of Death bei Napalm Records veröffentlicht. Im selben Jahr ging die Band auf Tour durch Europa, Russland und China.

## Stil
Laut laut.de spiele die Band sowohl auf ihrem ersten Demo als auch auf dem Debütalbum Thrash Metal mit leichten Hardcore-Punk-Einflüssen. Auf Iminent Prospect of Death habe der Hardcore-Punk-Anteil deutlich zugenommen. Thomas Strater vom Metal Hammer beschrieb die Musik der Band als „Mischung aus groovigem Thrash Metal mit Death'n'Roll-Elementen“. Sänger Bredahl gab im Interview mit Strater an, die Musik handele davon „sich niedergeschlagen zu fühlen, nicht du selbst zu sein, dunkle Gedanken über Leben und Tod“. Laut Anzo Sadoni vom Metal Hammer spiele die Band auf Until We Are Outnumbered eine Mischung aus Death- und Thrash Metal und klinge wie eine Kreuzung aus Entombeds Morning Star mit Metal- und Hardcore-Punk-Riffs. Laut Ben Foitzik vom Metal Hammer spiele die Band auf Facing the Imminent Prospect of Death unkomplizierten Thrash Metal, wobei auch Einflüsse aus Hardcore Punk und Punk hörbar seien.

## Diskografie
als The Downward Candidate
- 2005: Distort & Confuse (Demo, Properganda)

als The Kandidate
- 2010: Until We Are Outnumbered (Album, Napalm Records)
- 2012: Facing the Imminent Prospect of Death (Album, Napalm Records)